# Сан Поло (Ријети)
Сан Поло је насеље у Италији у округу Ријети, региону Лацио.
Према процени из 2011. у насељу је живело 82 становника. Насеље се налази на надморској висини од 178 м.